# Rhagoderma assamensis
Rhagoderma assamensis är en spindeldjursart som beskrevs av Roewer 1933. Rhagoderma assamensis ingår i släktet Rhagoderma och familjen Rhagodidae. Inga underarter finns listade i Catalogue of Life.